# Amy Barnes
Amy Barnes, es un personaje ficticio de la serie de televisión británica Hollyoaks, interpretada por la actriz Ashley Slanina-Davies desde el 14 de noviembre del 2005, hasta el 8 de agosto del 2012. Ashley regresó brevemente a la serie el 12 de febrero del 2013 y se fue nuevamente el 13 del mismo mes y año. Ashely regresó brevemente el 30 de octubre del 2014 y poco después se fue. Finalmente Ashley regresó de forma permanente a la serie en agosto del 2016 y su última aparición fue el 31 de marzo del 2017.

## Biografía
Es muy buena amiga de Michaela McQueen y Ste Hay. Después de que Amy se diera cuenta que ya no había nada en Hollyoaks para ella decide mudarse a Manchester para estudiar y deja a Leah y a Lucas con Ste. Después de su partida se revela que Amy está comprometida y que decidió viajar temporalmente con su prometido a Sudáfrica. Más tarde cuando Amy llama a sus hijos Ste hace que Leah mienta y le diga a Amy por teléfono que él sigue con su esposo Doug Carter aunque en realidad está saliendo con el criminal Brendan Brady.
Días después Amy recibe una llamada de Kevin Foster quien le dice la verdad y que Ste está saliendo nuevamente con Brendan, Amy furiosa regresa a Hollyoaks, confronta a Ste y antes de irse decide llevarse a Leah y a Lucas con ella lo que deja destrozado a Ste.
El 29 de marzo del 2017 Amy fue asesinada, el 4 de septiembre se creyó que su asesino había sido Harry Thompson, luego de que se revelara que había tenido una pelea con ella y la había empujado violentamente hacia el suelo, ocasionando que se golpeara fuertemente la cabeza, aunque poco después se reveló que Harry había huido de la escena luego de ver que Amy seguía viva después de que se levantara del suelo y su verdadero asesino es su marido, Ryan Knight.